# Riton
Riton je konična posoda, iz katere so pili pijačo, da bi bili pijani ali pa so pijančevali ob nekaterih slovesnostih, kot so pitne daritve, lahko pa je le stal na mizi. Običajno so imeli obliko glave neke živali. Izdelovali so jih na velikem območju antične Evrazije, vse od Perzije do Balkana. Mnogi imajo odprtino na dnu, skozi katero je tekočina iztekala; nekatere so uporabljali kot pitno čašo, a iz nje  ni bilo mogoče piti, ne da bi se polila njegova vsebina.
Beseda izvira iz starodavne grške besede ῥυτόν (ry̆tón ali rŭtón). Oblika stožčastega ritona je znana za egejsko območje od bronaste dobe ali od 2. tisočletja pred našim štetjem. Nikakor ni bil omejen le na to območje. Podoben je rogu, morda izvira iz pivskega roga, ki je bil razširjen v Evraziji že v prazgodovini.

## Ime in vloga
Liddell in Scott menita, da beseda izvira iz grške besede rhein – 'tok', kar je po Juliusu Pokornyju  iz indoevropske besede *sreu– 'tok'. Kot rhutos – 'tok', srednji spol rhuton, bi bil neke vrste predmet, povezan z litjem. Veliko posod oblike riton kaže široka usta na vrhu in luknjo v stožčasti zožitvi na dnu, iz katere teče tekočina. Verjetno je eden zajel vino ali vodo iz posode za shranjevanje ali podobnega vira, jo zadržal oziroma zamašil luknjo z lastnim palcem in pustil, da je tekočina stekla v usta (ali na tla pri darovanju), tako kot vino pijejo danes iz usnjene čutare.
Smith opozarja , da je ta uporaba izpričana v klasičnih poslikavah in sprejema atensko etimologijo, da je bil imenovan ἀπὸ τῆς ῥύσεως – 'iz tekoč'. Meni, da je ime povezano tudi z obliko (v klasičnem obdobju) posode, ki se je prej imenovala keras – 'rog' v smislu pitnega roga. Besede rhyton ni v mikenski grščini, najstarejši obliki grške linearni pisavi B. Riton v obliki bikove glave (ohranjenih je veliko) se omenja kot ke-ra-a na tablici KN K 872 , popis posod na Knososu;  prikazan je z bikovim ideogramom (*227VAS, znan tudi kot rhyton). Ventris in Chadwick obnavljata besedo kot pridevnik *kera(h)a z mikenskim intervokalnim h. 
Za ravnanje z ritonom sta bili potrebni dve roki: z eno so zaprli manjšo odprtino in z eno  napolnili riton. Nekateri znanstveniki verjamejo, da sta ritone polnili dve osebi ali pa s pomočjo verige ali vrvi, ki je bila pripeta na ročaj. Ritoni, oblikovani po živalih, so bili zasnovani, kot da bi bilo videti, da žival pije, ko se posoda polni. Riton v obliki bika je tehtal približno tri kilograme, ko je bil prazen, in do šest kilogramov, kadar je bil poln.
Drugi ritoni z živalskimi oblikami so bili še merjasci, levi in levinje. Nekatere oblike, kot so levinje, so lahko napolnili tako, da so jih potopili, kar je bilo mogoče zaradi oblike in plovnosti posode. Vodoravno zasnovan riton (levinja) se je lahko napolnil s potopitvijo v tekočino in podpiranjem. Pri navpično zasnovanem ritonu (merjasec) so potrebovali drugo roko za pokritje primarne odprtine in preprečitev izliva, ko je bila posoda napolnjena.
Ritone so pogosto uporabljali za vino, pivo in olje. Nekateri so bili uporabljeni za kri pri obredih in živalskih žrtvovanjih. V teh primerih so kri razredčili z vinom. 

## Izvor
Ni mogoče domnevati, da je bil vsak pivski rog ali posoda za pitno daritev na dnu prebodena, zlasti v predzgodovinskih fazah. Vloga zajemalke je bila verjetno na prvem mestu. Ko so začeli delati luknje, so začeli uporabljati zoomorfne oblike in plastično okrasje v oblikah živalskih glav, konjev, jelenov in celo psov, tako da je tekočina tekla iz ust živali.
Riton so poznale civilizacije, ki so govorile različne jezike, in jezikovne skupine na Bližnjem vzhodu in okoli njega ter v Perziji v drugem tisočletju pred našim štetjem. Pogosto so oblikovani kot glave in rogovi živali, lahko so zelo bogato okrašeni in združeni s plemenitimi kovinami in kamni. Na minojski Kreti so bile pogosto srebrne in zlate bikove glave z okroglimi odprtinami za vino, saj so jih odkrili v velikih palačah (Arheološki muzej Iraklion).
Ritoni so zelo pogosti v antični Perziji, kjer so jih imenovali takuk (تکوک). Po grški zmagi proti Perziji je v Atene prišlo veliko srebrnih, zlatih in drugih luksuznih predmetov, tudi številni ritoni. Perzijski riton so takoj posnemali grški umetniki.  Mnogi ritoni so tudi preprosto okrašene konične skodelice iz keramike.

## Grški simbolizem
Klasična atenska keramika, kot so rdečefiguralne vaze, so običajno poslikane s temami iz mitologije. Ena standardnih tem prikazuje satire, ki simbolizirajo robatost. Ritoni v obliki roga so bili skrbno oblikovani v kompoziciji z moškimi satiri z erekcijo, vendar se zdi, da je bila ta očitno spolna in nekoliko humorna tema pozno razvita v skladu z atenskim humorjem, kot je izražen v Aristofanovih predstavah. Bogato okrašene in dragocene ritone velikih civilizacij prejšnjih obdobij so zamenjale demokratične vazne slike z dodatno satirično razsežnostjo.
Povezava satirov z vinom in ritoni je nastala v Nonosovem epu o Dionizu. Opisuje satire pri prvem teptanju grozdja med Dionizovim delanjem vina:
"... sadni mehurčki iz rdečega soka z belo peno. Pobrali so bikove rogove namesto skodelic, ki jih še niso videli, tako da je skodelica po mešanju vina prevzela božansko ime 'vinski rog'." 
Karl Kerényi za navedeni odlomek  opozarja: "V središču tega bogato izdelanega mita, v katerem pesnik celo spominja na riton, je težko ločiti kretske elemente od tistih, ki izvirajo iz Male Azije." Povezava, na katero se sklicuje, je: vino je mešanica (kerannymenos), ki, se zdi, vsebuje bikov rog (keras), starodavno grško ime za riton.
V mitu ihor (eterična tekočina, ki je kri bogov in/ali nesmrtnikov) z Olimpa pade med skale. Iz nje raste vinska trta. Ena raste okoli smreke, kjer kača, ki ovija drevo, poje grozdje. Dioniz je videl kačo in jo zasleduje v luknjo v skalah. Po oraklju Ree, kretske boginje gora, Dioniz vdre skozi luknjo in tepta grozdje v njem, pleše in kriči. Boginja, skale, kača in ples so kretske teme. Kult Dioniza je anatolski. V svojem najabstraktnejšem pomenu je riton posoda življenjske snovi, ki so ga uporabljali pri obrednem plesu po grozdju.
- Keramični obredni riton v obliki grozda, Alişar Hüyük, Anatolija, srednja bronasta doba, 1750–1650 pr. n. št.
- Minojski steatitni riton v Arheološkem muzeju v Iraklionu
- Riton v obliki merjaščeve glave, Ugarit
- Keramični riton, okrašen z rdečefiguralnimi satiri pri onegavljenju, okoli 450 pr. n. št.
- Ahemenidski srebrni riton iz trdnjave Erebuni
- Ahemenidski levji riton, okoli 500 pr. n. št.
- Grški srebrni riton za tračanski trg, konec 4. stoletja [9]
- Nenavaden kitajski riton, dinastija Tang, okoli 675–750 n. št., glazurna glina